# Aérodrome de Cosne-sur-Loire
L’aérodrome de Cosne-sur-Loire (code OACI : LFGH) est un aérodrome civil, ouvert à la circulation aérienne publique (CAP), situé à 5 km au sud de Cosne-Cours-sur-Loire dans la Nièvre (région Bourgogne-Franche-Comté, France).
Il est utilisé pour la pratique d’activités de loisirs et de tourisme (aviation légère).

## Installations
L’aérodrome dispose d’une piste bitumée orientée est-ouest (11/29), longue de 800 mètres et large de 18.
L’aérodrome n’est pas contrôlé. Les communications s’effectuent en auto-information sur la fréquence de 123,500 MHz.
S’y ajoutent :
- une aire de stationnement pour les avions ;
- une aire de stationnement pour les hélicoptères sanitaires ;
- des hangars ;
- une station d’avitaillement en carburant (100LL)[2].

## Activités

### Loisir et tourisme
- Aéroclub de Cosne

### Sociétés implantées
- Loire Aviation
- Établissements Dufraisse